# Szerep
Szerep ist eine ungarische Gemeinde im Kreis Püspökladány im Komitat Hajdú-Bihar.

## Geografie
Szerep grenzt an das Komitat Békés und an folgende Gemeinden:
|                    | Püspökladány                                |              |
| Bucsa (BE)         | Kompassrose, die auf Nachbargemeinden zeigt | Sárrétudvari |
| Kertészsziget (BE) |                                             |              |

## Geschichte
Erstmals wurde ein Ort lutum Zerep („Sumpf Szerep“) in den Gesta Hungarorum erwähnt.

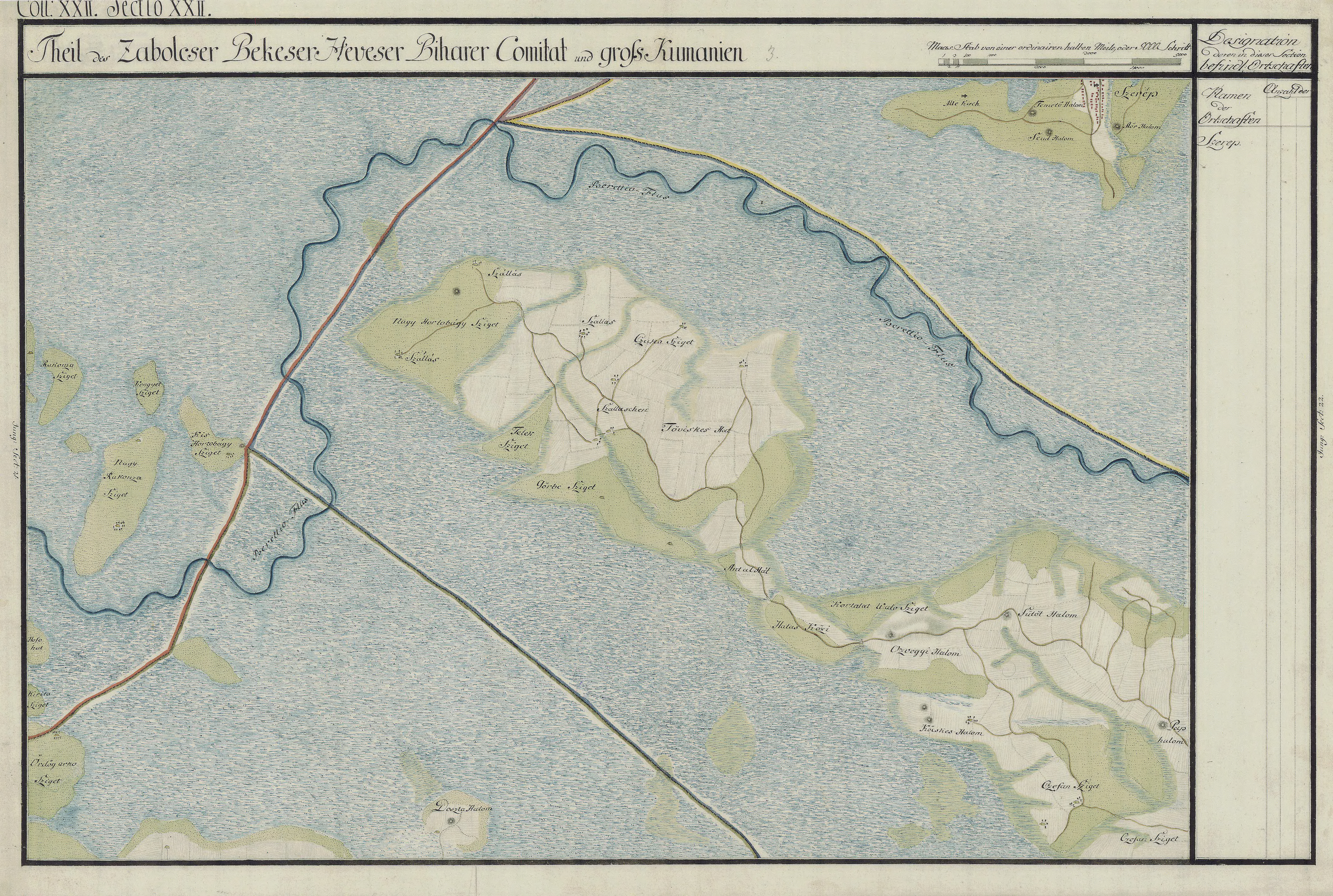
Szerep (rechts oben) um 1782 (Aufnahmeblatt der Josephinischen Landesaufnahme)
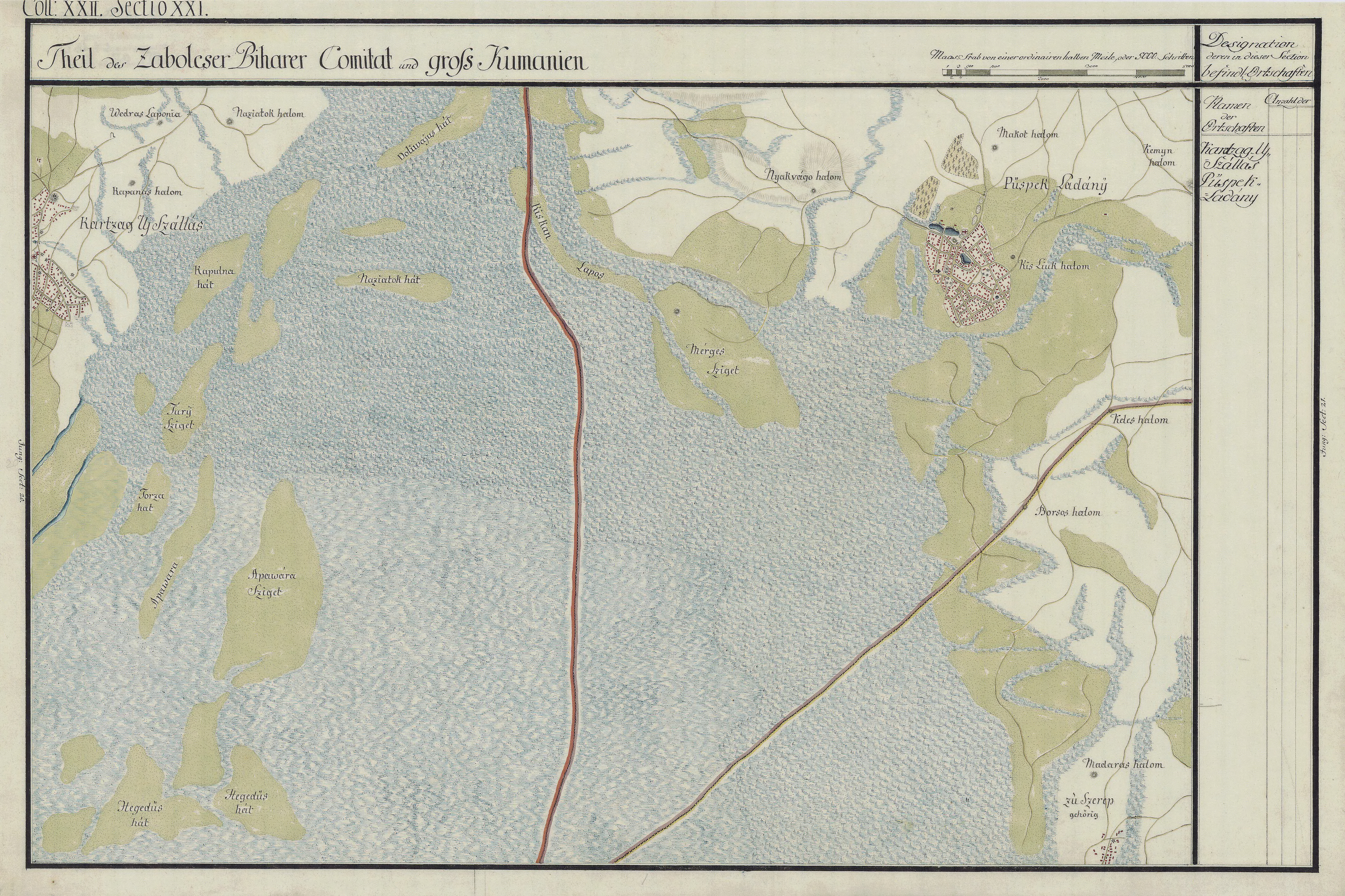
Szerep (rechts unten) um 1782 (Aufnahmeblatt der Josephinischen Landesaufnahme)

## Gemeindepartnerschaft
- Curtuișeni, Rumänien, seit 2006

## Söhne und Töchter der Gemeinde
- Imre Nyéki (1928–1995), Schwimmsportler
- Károly Nagy (1903–1978), Maler und Bildhauer

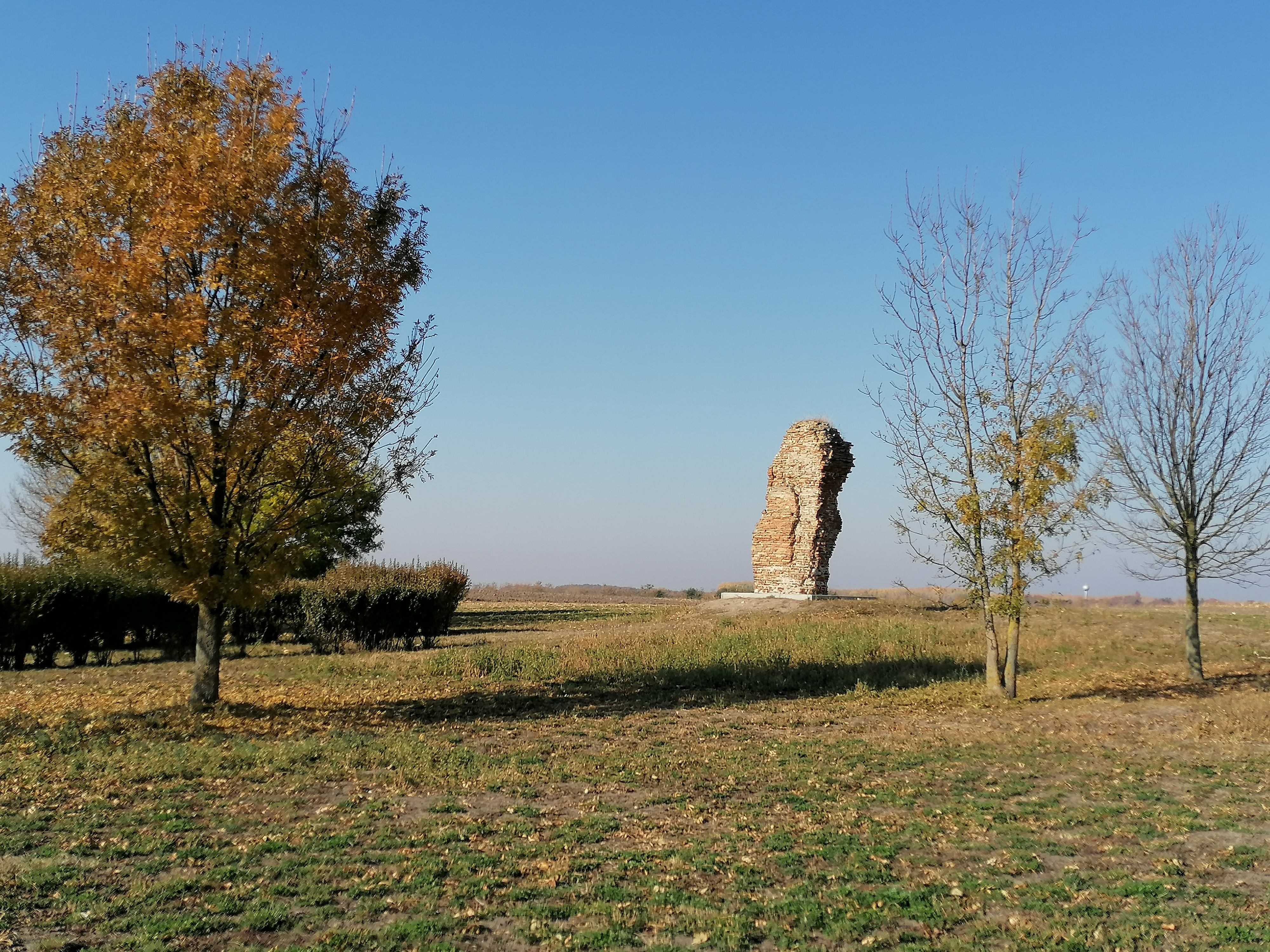
Csonkatorony

## Sehenswürdigkeiten
- Reformierte Kirche, erbaut in der ersten Hälfte des 19. Jahrhunderts im spätbarocken Stil
- Csonkatorony (Mauerreste eines ehemaligen Klosters)
- Weltkriegsdenkmal, erschaffen von József Damkó

## Verkehr
Durch Szerep verläuft die Landstraße Nr. 4211. Die Gemeinde ist angebunden an die Eisenbahnstrecke von Püspökladány nach Szeghalom.